# Āghūz Galleh
Āghūz Galleh (persiska: آغوز گله) är en ort i Iran.   Den ligger i provinsen Mazandaran, i den norra delen av landet, 200 km öster om huvudstaden Teheran. Āghūz Galleh ligger 1 606 meter över havet och antalet invånare är 272.
Terrängen runt Āghūz Galleh är bergig söderut, men norrut är den kuperad. Runt Āghūz Galleh är det ganska tätbefolkat, med 111 invånare per kvadratkilometer. Närmaste större samhälle är Kīāsar, 8,9 km norr om Āghūz Galleh. Trakten runt Āghūz Galleh består i huvudsak av gräsmarker.